# Jane Toppan

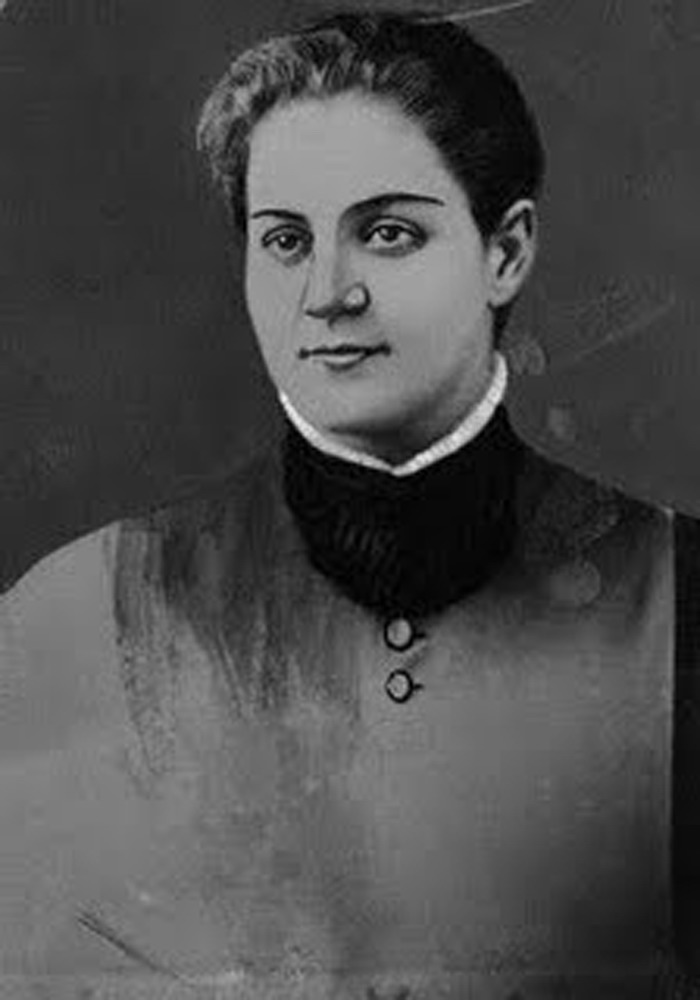
Jane Toppan

Jane Toppan (* 1854 in Boston als Honora Kelley; † August 1938 in Taunton/Massachusetts) war eine US-amerikanische Serienmörderin, die zwischen 1880 und 1901 in Massachusetts durch Injektion eines Morphin-Atropin-Cocktails mindestens 31, wahrscheinlich aber ungefähr 70 Menschen getötet hat.

## Leben
Jane Toppan wurde nach dem Tode ihrer Mutter adoptiert, dabei wurde auch ihr Vorname geändert. Als junge Frau erlitt sie einen Nervenzusammenbruch und unternahm mehrere Suizidversuche. Erst im Alter von 26 Jahren begann sie an der Universitätsklinik in Cambridge in Massachusetts eine Ausbildung als Krankenschwester und galt dabei als fleißig. Ihre Kolleginnen hatten allerdings den Eindruck, dass sie sich übermäßig für die Leichenhalle interessiere. Nach mehreren Todesfällen unter von ihr versorgten Patienten wurde sie entlassen, jedoch nicht angezeigt.
Anschließend arbeitete sie in Neuengland für mehrere Familien als Krankenpflegerin und geriet erst unter Verdacht, als alle vier Mitglieder der Familie Davis nacheinander starben und bei der polizeilich angeordneten Autopsie das Gift nachgewiesen wurde. Am 29. Oktober 1901 wurde sie festgenommen. In der Folge wurden viele ihrer ehemaligen Patienten exhumiert, bei allen ergab die Untersuchung das gleiche Ergebnis.
Toppan gestand rund 70 Taten. Im Laufe ihres Verfahrens sagte sie:

„Ich habe mehr hilflose Menschen umgelegt als jeder andere Mann oder Frau.“

Sie gab außerdem an, genau dies sei ihr Ziel gewesen.
Jane Toppan wurde in die Nervenheilanstalt von Taunton eingewiesen und starb dort an Altersschwäche.